# 1964년 서울시내버스 노선번호 개편
다음은 1964년 12월 10일 시행된 서울시내버스의 노선번호 개편 내용이다.

## 시내버스
- 1번 64대 홍릉-동대문-종로-서대문-아현동-노고산
- 2번 57대 문화촌-중랑교-홍제동-서대문-종로-동대문
- 3번 44대 동작동-서울역-남대문-을지입구-화신-종로-돈암동-신흥사
- 3-1번 2대 신원-말죽거리-동작동
- 4번 29대 세검정-중앙청-화신-동대문-을지6가-상왕십리-마장동
- 5번 88대 석관동-이문동-광화문-시청-서울역-무교동-종로-석관동
- 6번 75대 서강-아현동-서대문-광교-수표교-청계천-신설동-돈암동-정릉,서강-서소문-서울역-광교-동대문-청계천-신설동-돈암동-정릉
- 7번 58대 장위동-신설동-청계천-을지입구-서울역-도화동
- 9번 54대 답십리-청계천-을지입구-나대문-염천교-숙대-효창동
- 10번 54대 문래동-당산동-서교동-신촌-종로-숭인동-약수동-자유센터
- 11번 73대 불광동-서대문-광화문-시청-을지로-약수동-문화동-금호동
- 12번 36대 천호동-을지로-서울역-시청-을지로-천호동
- 12-1번 2대 천호동-송파-염곡동
- 13번 29대 뚝섬-을지로-시청-서울역-남대문-미도파-을지로
- 16번 32대 한남동-삼각지-서울역-퇴계로-약수동-한남동
- 17번 28대 보광동-약수동-퇴계로-서울역-삼각지-보광동
- 18번 63대 수유리-서울역-시청앞-중앙청-혜화동-쌍림동-종로5-혜화동-미아리-수유리
- 19번 70대 미아리-원남동-중앙청-서울역-퇴계로-쌍림동-종로5-혜화동-미아리
- 20번 20대 이촌동-신용산-서울역-시청-을지입구-청계천-신설동-안암지서
- 21번 57대 연세대-아현동-서대문-서소문/서소문-시청-서울역-노량진-상도동
- 22번 30대 구로동-노량진-서울역-신세계-시청-서울역-노량진-구로동
- 22-1번 4대 양평동,양남동-영등포시장-영등포구청-대림동
- 23번 35대 염리동-마포-원효로-서울역-시청-중앙청-세검정
- 24번 29대 수색-서대문-서울역-광화문-남대문-홍은동-수색
- 25번 6대 사단앞-노고산-서소문-시청-신세계-서울역-노고산-사단앞
- 26번 4대 청량리-중랑교-망우리-퇴계원-내곡리-장현리
- 27번 4대 청량리-중랑교-망우리-도농리-금곡리
- 28번 22대 김포-노량진-서울역-신세계-소공동-시청-김포,김포-서교동-서대문-광화문-시청앞-서소문-김포
- 29번 7대 구파발-서대문-서울역-시경앞-화신-서대문-구파발
- 30번 31대 대림동-노량진-서울역-신세계-시청-서울역-노량진-대림동
- 30-1번 10대 대림동-시흥-안양
- 31번 10대 오류동-노량진-서울역-신세계-소공-시청-오류동

시내버스 - 총 1,087대

## 합승택시노선
- 1번 36대  홍릉-신설동-남대문-화신-미도파-서울역
- 2번 36대 성수동-상왕십리-을지6-동대문-화신-을지입구-시청-세종로-순화병원-효자동
- 3번 32대 삼양동-종암동-신설동-세종로-화신-서울역
- 4번 40대 종암동-혜화동-종로5-화신-미도파-서울역-서계동-효창동
- 5번 74대 종암동-신설동-동대문-화신-미도파-서울역-만리동-공덕동
- 6번 64대 용두동-화신-삼각지-원효로
- 7번 64대 신촌-세종로/소공동-동대문-을지6가-쌍림동-동대문-신촌
- 8번 45대 정릉-아리랑고개-돈암동-혜화동-원남동/이화동-미도파-서울역-서소문-신석동
- 9번 45대 돈암동-신설동-화신-동자동-갈월동-후암동-서울역-미도파-돈암동
- 11번 40대 답십리-청량리-남대문-청계6-광교-미도파-서울역-답십리
- 12번 37대 천호동-왕십리-청계-광교-남대문-서울역-시청-천호동
- 16번 52대 옥수동-문화촌-약수동-을지6-시청-서울역-서대문
- 17번 39대 휘경동-청량리-남대문-을지로6-미도파-서울역
- 18번 41대 한양대-왕십리-을지로-미도파-서울역
- 19번 39대 정릉-돈암동-원남동-청계4가-화신-미도파-시청-을지-돈화문-정릉
- 20번 38대 신석동-아현동-세종로-시청-소공동-쌍림동-장충동-약수동-한남동
- 22번 44대 마장동-신설동-동대문-청계천-미도파-서울역-삼각지-노량진
- 23번 41대 신설동-신당동-장충동-쌍림동-시청-서울역-세계동-서울역
- 24번 15대 신길동-노량진-삼각지-서울역-시청-세종로-사직동
- 26번 86대 시청-서울역-노량진-영등포
- 27번 42대 삼청동-안국동-세종로-시청-서울역-삼각지-노량진-대림동
- 28번 35대 상도동-노량진-서울역-미도파-화신-서대문
- 29번 51대 혜화동-원남동-안국동-화신-세종로-시청-신세계-서울역-삼각지-동작동
- 30번 38대 한남동-삼각지-서울역-미도파-안국동-돈화문
- 31번 14대  용산동-삼각지-서울역-미도파-안국동-가희동
- 32번 32대 수색-홍제동-서대문-서울역-신촌
- 33번 31대 불광동-홍제동-서대문-서울역-화신-불광동
- 37번 15대  대림동-대방동-상도동-양남동-신림동
- 39번 26대 김포-영등포-노량진-삼각지-서울역-시청
- 40번  7대 종로5가-혜화동-돈암동-미아리-도봉산
- 41번 10대 청량리-휘경동-육사-신공덕동

합승택시(11인승) -총 1,175대

## 참고 자료
- 조선일보 1964년 12월 5일자

## 같이 보기
- 1949년 서울시내버스 노선
- 1956년 서울시내버스 운행회사
- 1959년 서울시내버스 노선
- 1961년 서울시내버스 노선번호 개편
- 1966년 서울시내버스 노선번호 개편
- 1970년 서울시내버스 노선번호 개편
- 1970년 서울시내버스 운행회사
- 1974년 서울시내버스 운행회사
- 1985년 서울시내버스 노선번호 개편
- 2004년 서울특별시 버스 개편